# پاساژ بازار موبایل ایران

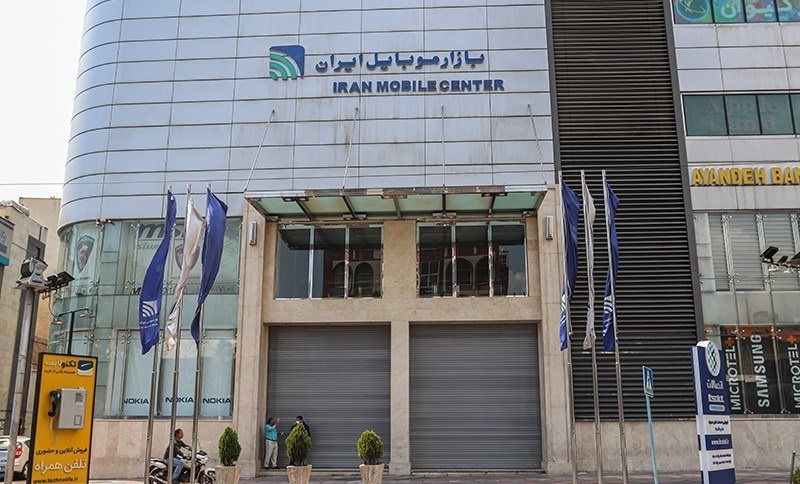
ورودی بازار موبایل

بازار موبایل ایران واقع در خیابان حافظ تهران که در سال ۱۳۸۸ توسط علی انصاری سالاراحداث شده‌است و یکی از بازارهای اصلی لوازم صوتی  و تصویری و موبایل در ایران است. این مجتمع در ۵ طبقه احداث شده و دارای ۱۸۰ فروشگاه است. رستوران، شهربازی و پارکینگ از امکانات این مجتمع است. 

## منبع‌ها
1. ↑  «رونمایی از یک سرمایه‌دار بسیار بزرگ حامی دولت احمدی‌نژاد». وبگاه خبرآنلاین.